# Koloradská plošina
Koloradská plošina (anglicky Colorado Plateau) je rozsáhlá náhorní plošina na jihozápadě Spojených států amerických. Rozkládá se na území států Utah, Arizona, Colorado a Nové Mexiko a zaujímá plochu přibližně 340 000 km2.

## Charakteristika oblasti
Průměrná nadmořská výška se pohybuje mezi 1 500 až 1 800 m (maximální je až 4 000 m, minimální 700 m). 90% území odvodňuje řeka Colorado. Z geomorfologického hlediska je oblast považována za jedno nejzajímavějších území v Severní Americe, případně na světě. Stáří hornin se pohybuje od prekambria až po současnost. Oblast je charakteristická barevnými horami a skalami, různými skalními útvary, klenbami, přírodními mosty, hlubokými kaňony s řekami, vysokohorskými pouštěmi a místy lesy.

## Národní parky
V oblasti Koloradské plošiny se nachází nejvíce národních parků v zemi. Nejznámější je Národní park Grand Canyon, dále se zde nachází Národní park Zion, Národní park Bryce Canyon, Národní park Capitol Reef, Národní park Canyonlands, Národní park Arches, Národní park Mesa Verde , Národní park Black Canyon of the Gunnison a Národní park Petrified Forest.

## Členění
Podle fyzické geografie Spojených států se Koloradská plošina dělí na šest sekcí.
- Velký kaňon (Grand Canyon section)
- Vysoké plošiny (High Plateaus)
- Pánev Uinta (Uinta Basin)
- Země kaňonů (Canyon Lands)
- Navajská oblast (Navajo Section)
- Datilská oblast (Datil Section)